# Yaşar Erkan
Yaşar Erkan, né le 30 avril 1911 ou en 1912 à Erzincan (Empire ottoman) et mort le 18 mai 1986 à Istanbul (Turquie), est un lutteur turc. Il a remporté la première médaille d'or olympique obtenue par son pays. 

## Biographie
Yaşar Erkan naît à Erzincan dans le vilayet d'Erzurum de l'Empire ottoman. Son père pratique avec succès la lutte turque (yağlı güreş). Sa famille s'installe à Constantinople quatre ans après sa naissance. Il y entame la lutte au  Kumkapı Wrestling Club. 
Il apprend à son tour la lutte et, en 1933, est sélectionné en équipe nationale. Il remporte le championnat des Balkans la même année, puis les deux années suivantes. 
Engagé en lutte gréco-romaine aux Jeux olympiques de Berlin organisés par l'Allemagne nazie en 1936, il y décroche la médaille d'or, devant le Finlandais Aarne Reini et le Suédois Einar Karlsson, dans la catégorie 56-61 kilos.
Il gagne une dernière fois le championnat des Balkans en 1940, avant de prendre sa retraite sportive.